# Ghazanchi
Ghazanchi es una localidad del raión de Ashotsk, en la provincia de Shirak, Armenia, con una población censada en octubre de 2011 de 502 habitantes. 
Se encuentra ubicada al noreste de la provincia, a poca distancia de la frontera con Georgia y la provincia de Lorri.